# Hypercompe perplexa
Hypercompe perplexa là một loài bướm đêm thuộc phân họ Arctiinae, họ Erebidae được William Schaus mô tả lần đầu năm 1911. Loài này được tìm thấy tại Costa Rica.